# Cierva C.5

El Cierva C.5 fue un autogiro experimental construido por el ingeniero español Juan de la Cierva y Codorníu en España en 1923. 

## Desarrollo
Tras el éxito del Cierva C.4, Juan de la Cierva construyó en julio de 1923 el Cierva C.5 sobre el fuselaje de un Avro Type 504K, equipado con un motor Le Rhône 9Ja de 110 hp. Era un aparato prácticamente idéntico al C.4, excepto por el rotor, que era de tres palas. El autogiro C-5 volaba mal y se perdió en un accidente.

## Especificaciones

### Características generales
- Tripulación: Uno (piloto)
- Planta motriz: 1× motor rotativo de nueve cilindros refrigerado por aire Le Rhône 9Ja.
  - Potencia: 80 kW (110 HP; 109 CV)

### Rendimiento
- Techo de vuelo: 30 m (98 ft)

## Aeronaves relacionadas

### Desarrollos relacionados
- Cierva C.4

### Secuencias de designación
- Secuencia C._ (Interna de la compañía Cierva): ← C.2 - C.3 - C.4 - C.5 - C.6 - C.7 - C.8 →